# Erlbach-Kirchberg
Erlbach-Kirchberg is een ortsteil van de stad Lugau in de deelstaat Saksen in Duitsland. Tot en met 31 december 2012 was Erlbach-Kirchberg een zelfstandige gemeente en behoorde tot de Verwaltungsgemeinschaft Lugau en werd op 1 januari 2013 opgenomen in Lugau/Erzgeb.